# مطار قبر الست
مطار قبر الست أو مطار عقربا هو مطار عسكري يقع جنوب بلدتي بيت سحم وعقربا في محافظة ريف دمشق، سوريا. المنشأة مخصصة للمروحيات وتحتوي عدداً من المهابط و مدرج بطول 300 متر.